# Kojarzenie krewniacze
Kojarzenie krewniacze, chów wsobny, inbredowanie – kojarzenie zwierząt spokrewnionych przez wspólnych przodków. Jest to jedna z metod hodowlanych, powodująca wzrost homozygotyczności potomstwa oraz wyodrębnienie się genetycznie zróżnicowanych linii hodowlanych. Zmniejsza się zmienność genetyczna, może nastąpić uzewnętrznienie się cennych kombinacji genowych w populacji i ich utrwalenie wśród potomstwa. Do negatywnych następstw należy częste ujawnianie się recesywnych genów letalnych. 
W naturalnych populacjach jest zwykle wynikiem zmniejszenia obszaru występowania zwierząt lub podziału większych populacji na mniejsze, izolowane. Kojarzenie krewniacze w naturze nie jest zjawiskiem korzystnym – często prowadzi do ujawnienia niekorzystnych alleli recesywnych i zmniejszenia się różnorodności genetycznej populacji na skutek przyspieszonego dryfu genetycznego. Ostatnio zjawisko to dotyka nagminnie populacje zwierząt, występujące na obszarach odizolowanych wskutek gospodarczej działalności człowieka. Jednym z wielu gatunków zagrożonych chorobami genetycznymi w wyniku chowu wsobnego jest gepard.
W hodowli zwierząt gospodarskich i domowych (psów, kotów) kojarzenie krewniacze wykorzystywane jest do utrwalenia cech wybitnego osobnika. Jest to również metoda pozyskiwania tzw. czystych linii osobników o dużym stopniu homozygotyczności. Osobniki takie wykorzystywane są w doświadczeniach laboratoryjnych. 
Negatywnym następstwem zwiększonej homozygotyczności jest depresja inbredowa, która może objawiać się zmniejszeniem płodności i plenności, zmniejszoną witalnością, odpornością na choroby, wydelikaceniem fenotypu (zmniejszeniem rozmiarów i masy ciała, słabszym kośćcem), zwiększeniem wrażliwości na niekorzystne warunki środowiskowe oraz ogólnym osłabieniem odporności psychicznej.
Chów wsobny nie zwiększa frekwencji niepożądanych genów recesywnych, ale w wyniku wzrostu homozygotyczności dochodzi do ich ujawnienia w fenotypie. 
Aby chów wsobny przyniósł oczekiwane rezultaty należy posługiwać się nim rozsądnie, a do hodowli wykorzystywać tylko najlepsze osobniki, sprawdzone pod względem wydajności. Chowu wsobnego nie powinni używać hodowcy początkujący, bez znajomości genetycznych podstaw tej metody hodowli.
W zależności od stopnia spokrewnienia mierzonego wskaźnikiem pokrewieństwa (R), wyróżnia się:
- kojarzenie krewniacze kazirodcze R≥0,5
- kojarzenie krewniacze właściwe R≥0,125
- kojarzenie krewniacze umiarkowane R<0,125